# Ернст-Гаппель-Штадіон
«Ернст-Гаппель-Штадіон» (стадіон Ернста Гаппеля, нім. Ernst-Happel-Stadion), до 1992 — «Пратерштадіон» (нім. Praterstadion) — футбольний стадіон у Відні, найбільший стадіон Австрії. На цьому стадіоні більшість своїх домашніх матчів проводить збірна Австрії з футболу.

## Історія
Про будівництво стадіону було оголошено в листопаді 1928 року під час святкування 10-річчя незалежності Австрії. Будівництво стадіону розпочалося в 1929 році, і він був відкритий 11 липня 1931 року до II Робітничої Олімпіади. Стадіон, споруджений за проектом німецького архітектора Отто Ернста Швайцера, вміщував 60 000 глядачів і вважався на той час найсучаснішим в Європі.
Після аншлюсу в 1938 році на стадіоні, окрім футбольних матчів, проходили й численні політичні заходи. Зокрема, тут були розташовані казарми та Планове бюро націонал-соціалістів. У вересні 1939 на стадіоні збирали євреїв, яких 30 вересня депортували до концтабору Бухенвальд. В пам'ять про депортованих у 2003 році встановлена меморіальна дошка.
У 1944 році стадіон був пошкоджений під час бомбардувань. Після Другої світової війни стадіон використовувався виключно для спортивних цілей.
У 1956 році стадіон був розширений і міг вмістити 91 150 глядачів. Під час реконструкції 1965 року місткість стадіону знизилася. У 1984–1986 роках всі місця були обладнані індивідуальними пластиковими сидіннями. Після смерті видатного австрійського тренера Ернста Гаппеля у 1992 році стадіон було названо на його честь.

## Футбольні матчі
На стадіоні постійно не грає жоден футбольний клуб. Тут проводять єврокубкові матчі провідні місцеві клуби, зокрема «Аустрія» та «Рапід», оскільки їх стадіони замалі для прийняття матчів Ліги чемпіонів та Кубка УЄФА, а також дербі між «Аустрією» та «Рапідом». На Ернст-Гаппель-Штадіоні щорічно проходить фінал Кубка Австрії.
Рекорд відвідуваності — 90 726 глядачів — було встановлено 30 жовтня 1960 року на матчі між збірними Австрії та СРСР.
На стадіоні проходили такі фінали єврокубків:
| Дата           | Матч                                            | Рахунок | Турнір                                 | Глядачі |
| -------------- | ----------------------------------------------- | ------- | -------------------------------------- | ------- |
| 27 травня 1964 | «Інтернаціонале» (Мілан) — «Реал» (Мадрид)      | 3:1     | Кубок європейських чемпіонів 1963—1964 | 72 000  |
| 29 квітня 1970 | «Манчестер Сіті» (Манчестер) — «Гурник» (Забже) | 2:1     | Кубок володарів кубків 1969—1970       | 10 000  |
| 27 травня 1987 | «Порту» (Порту) — «Баварія» (Мюнхен)            | 2:1     | Кубок європейських чемпіонів 1986—1987 | 59 000  |
| 23 травня 1990 | «Мілан» (Мілан) — «Бенфіка» (Лісабон)           | 1:0     | Кубок європейських чемпіонів 1989—1990 | 57 500  |
| 23 травня 1995 | «Аякс» (Амстердам) — «Мілан» (Мілан)            | 1:0     | Ліга чемпіонів УЄФА 1994—1995          | 49 730  |

## Євро-2008

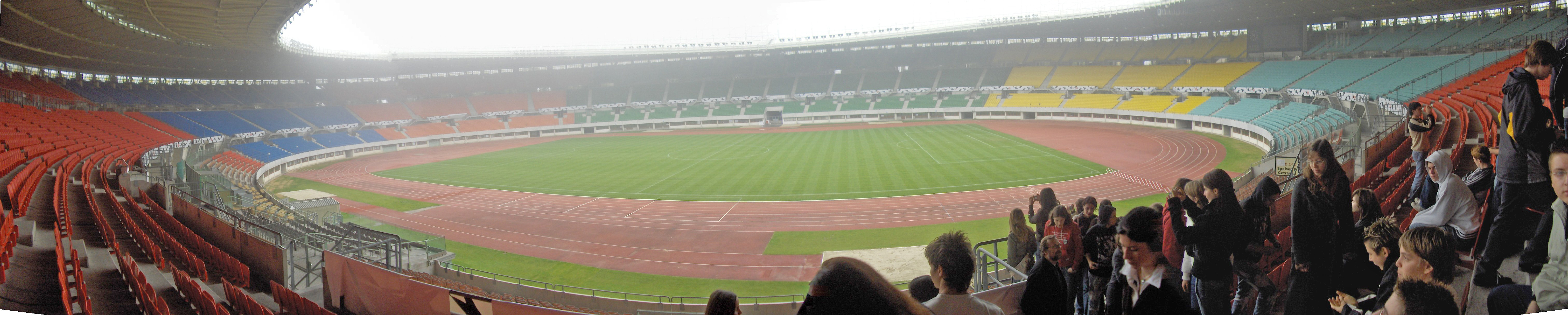
Панорама стадіону

У 2005 році пройшла реконструкція стадіону, під час якої він був розширений до 53 008 місць та модернізований. Під час Чемпіонату Європи з футболу 2008 стадіон приймав три групові матчі (всі за участі збірної Австрії), а також всі австрійські матчі плей-оф (два чвертьфінали, півфінал і фінал). На футбольній арені проводились такі матчі Євро-2008:
| Дата      | Матч                 | Рахунок           | Раунд          | Глядачі |
| --------- | -------------------- | ----------------- | -------------- | ------- |
| 8 червня  | Австрія — Хорватія   | 0:1               | Матч групи «B» | 51 428  |
| 12 червня | Австрія — Польща     | 1:1               | Матч групи «B» | 51 428  |
| 16 червня | Австрія — Німеччина  | 0:1               | Матч групи «B» | 51 428  |
| 20 червня | Хорватія — Туреччина | 1:1 д.ч. (1:3 п.) | 1/4 фіналу     | 51 428  |
| 22 червня | Іспанія — Італія     | 0:0 д.ч. (4:2 п.) | 1/4 фіналу     | 48 000  |
| 26 червня | Росія — Іспанія      | 0:3               | Півфінал       | 51 428  |
| 29 червня | Німеччина — Іспанія  | 0:1               | Фінал          | 51 428  |

## Інші заходи
Стадіон також приймає різноманітні змагання з легкої атлетики, велоспорту та тенісу. У 1950 році 35 000 глядачів спостерігали за боксерським поєдинком між австрійцем Йозефом Вайдінгером та французом Стефаном Олеком. У 1995 році на стадіоні проходив Чемпіонат Європи з водних видів спорту, для чого на стадіоні було споруджено тимчасовий басейн.
На стадіоні проходили численні концерти, зокрема, 56 000 глядачів спостерігали за виступами «The Rolling Stones», Тіни Тернер. Американський поп-співак Майкл Джексон дав тут 3 концерти: перший під час Bad World Tour (2 червня 1988), другий під час Dangerous World Tour (26 серпня 1992), і третій під час HIStory World Tour (2 липня 1997). Тут також виступали гурти «Bon Jovi», «Pink Floyd», «U2» та інші.